# Bestune B70S

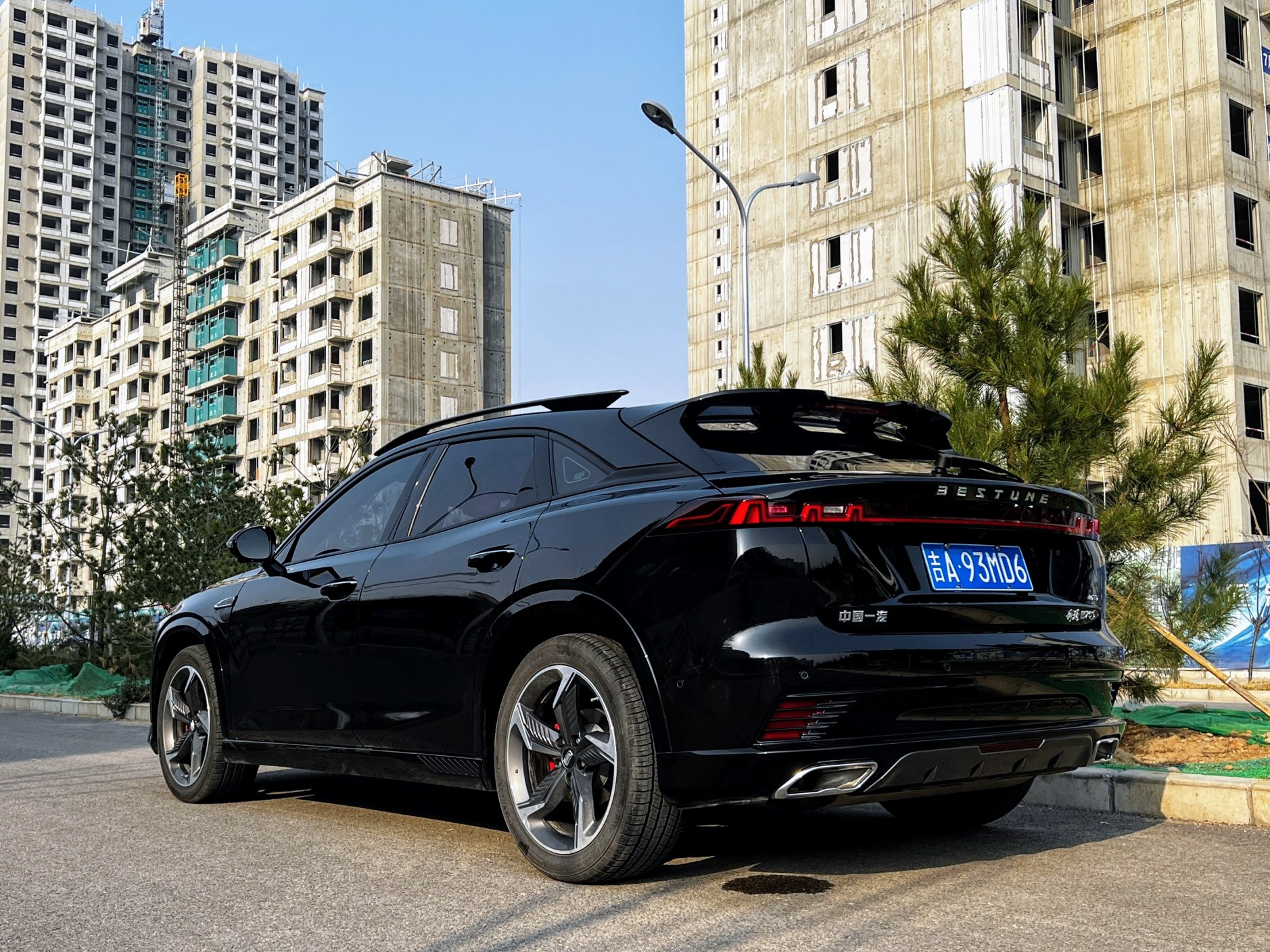
Heckansicht

Der Bestune B70S ist ein SUV der zum chinesischen Kraftfahrzeughersteller China FAW Group gehörenden Marke Bestune.

## Geschichte
Vorgestellt wurde das 4,56 Meter lange Fahrzeug erstmals auf der Guangzhou Auto Show im November 2021. Auf dem chinesischen Heimatmarkt wurde es ab März 2022 verkauft. Im Juli 2022 wurde das Sondermodell Black Warrior präsentiert. Äußerlich ähnelt der B70S dem 2016 vorgestellten Mazda CX-4, der in Zusammenarbeit mit FAW entwickelt wurde.
Wie schon in anderen Modellen der Marke Bestune kommt auch im B70S ein holografischer Assistent zum Einsatz, der den Fahrer bei gewissen Funktionen des Wagens unterstützen soll.

## Technische Daten
Angetrieben wird der Wagen von den aus der Limousine B70 bekannten aufgeladenen Ottomotoren.
|                                             | 1.5T                             | 2.0T                       |
| ------------------------------------------- | -------------------------------- | -------------------------- |
| Bauzeitraum                                 | 03/2022–02/2024                  | 03/2022–02/2024            |
| Motorkenndaten                              |                                  |                            |
| Motorart                                    | Ottomotor                        | Ottomotor                  |
| Motorbauart                                 | Reihen-Vierzylinder-Motor        | Reihen-Vierzylinder-Motor  |
| Gemischaufbereitung                         | Benzindirekteinspritzung         | Benzindirekteinspritzung   |
| Motoraufladung                              | Turbolader                       | Turbolader                 |
| Hubraum                                     | 1498 cm³                         | 1989 cm³                   |
| max. Leistung bei min−1                     | 124 kW (169 PS) / 5500           | 165 kW (224 PS) / 5500     |
| max. Drehmoment bei min−1                   | 258 Nm / 1500–4350               | 340 Nm / 1650–4500         |
| Kraftübertragung                            |                                  |                            |
| Antrieb, serienmäßig                        | Vorderradantrieb                 | Vorderradantrieb           |
| Getriebe, serienmäßig                       | 7-Stufen-Doppelkupplungsgetriebe | 6-Stufen-Automatikgetriebe |
| Messwerte                                   |                                  |                            |
| Höchstgeschwindigkeit                       | 190 km/h                         | 200 km/h                   |
| Beschleunigung, 0–100 km/h                  | k. A.                            | k. A.                      |
| Leergewicht                                 | 1500 kg                          | 1535 kg                    |
| Kraftstoffverbrauch auf 100 km (kombiniert) | 6,7 l Super                      | 7,2 l Super                |
| Tankinhalt                                  | 50 l                             | 50 l                       |
| Abgasnorm                                   | China VIb                        | China VIb                  |